# قائمة رموز الوصول الدولي
رمز الوصول الدولي يستخدم لاختيار دائرة هاتفية دولية لإجراء مكالمة دولية. غالبًا ما يشار إليه بالبادئة IDD (الاتصال الدولي المباشر) - عادة ما يكون البلد لديه بادئة NDD (الطلب المباشر الوطني). يجب طلب بادئة الاتصال الدولي قبل رمز الاتصال بالبلد ورقم الهاتف المستهدف. تعد بادئة الاتصال الدولي جزءًا من خطة ترقيم الهواتف لبلد للسماح بإجراء المكالمات إلى بلد آخر. يوصي الاتحاد الدولي للاتصالات (ITU) بالتسلسل 00 كمعيار لبدء كود الأتصال، وقد تم تنفيذه من قبل العديد من البلدان، ولكن ليس كلها. تستخدم بعض البلدان البادئة الـ 00 التي يتبعها رمز شركة الاتصالات الدولية.

## امثلة
استدعاء مجلس مدينة دنيدن في نيوزيلندا:
| مصدر المكالمة                                                                           | الرقم المطلوب      | IDD بادئة الاتصال الدولي المباشر                           |
| --------------------------------------------------------------------------------------- | ------------------ | ---------------------------------------------------------- |
| الصين أو إيطاليا أو المملكة المتحدة أو أي بلد آخر يتبع التوصية الاتحاد الدولي للاتصالات | 00 64 3 477 4000   | 00                                                         |
| [[كندا ، الولايات المتحدة أو أي دولة أخرى تتبع خطة ترقيم أمريكا الشمالية                | 011 64 3 477 4000  | 011                                                        |
| اليابان                                                                                 | 010 64 3 477 4000  | 010                                                        |
| أستراليا                                                                                | 0011 64 3 477 4000 | 0011                                                       |
| روسيا (باستخدام مشغل المكالمات الدولي المحدد مسبقًا)                                     | 8 10 64 3 477 4000 | 810                                                        |
| الهواتف التي تسمح بالرمز (+) ، على سبيل المثال ، تليفون محمول                           | + 64 3 477 4000    | تم إنشاؤه تلقائيًا بناءً على موقع الإتصال الذي صدر من الهاتف |
| نيوزيلاندا                                                                              | 03 477 4000        | N/A                                                        |